# Копіапіт

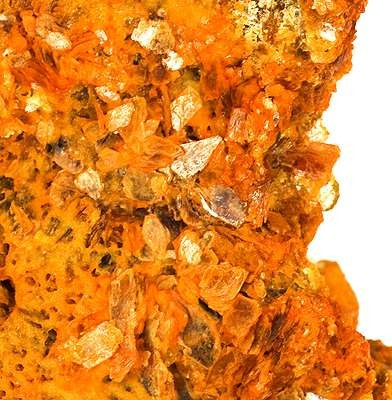
Копіапіт

Копіапіт (рос. копиапит; англ. copiapite; нім. Copiapit m) — мінерал, водний сульфат закисного і окисного заліза острівної будови.

## Загальний опис
Хімічна формула:
1.За К. Фреєм: Fe2+Fe43+(SO4)6(OH)2•2H2O.
Fe2+ може заміщатися та Mg або Cu, а Fe3+ заміщається на Al з утворенням алюмокопіапіту.
2. За Є. Лазаренко: Fe2+Fe43+[(OH)|(SO4)]2•20H2O.
Містить (%): Fe2О3 — 25,55; FeO — 5,75; SO3 — 38,43; H2O — 30,27.
Домішки: Mg, Al, Mn, Cu, Zn, Na, Ca та інші.
Сингонія триклінна.
Кристали таблитчасті, часто зустрічається у вигляді пухких агрегатів або кірок.
Твердість 2,5-3,5.
Густина 2,1-2,2.
Блиск перламутровий.
Колір жовтий.
Продукт окиснення піриту, вивітрювання сульфідів заліза і мелантериту.
Випадає з кислих шахтних вод. Часто зустрічається з іншими сульфідами у вигляді характерних сірчано-жовтих вицвітів у зоні окиснення залізорудних родовищ.
Рідкісний.
За назвою міста Копіапо (Чилі).

## Різновиди
Розрізняють:
- копіапіт алюмініїстий (відміна копіапіту, яка містить до 4 % Al2O3);
- копіапіт залізний (відміна копіапіту, яка внаслідок окиснення двовалентного заліза містить до 32 % Fe2O3);
- копіапіт кальціїстий (відміна копіапіту з Дашкесанського родовища в Азербайджані, яка містить 4,85 % СаО);
- копіапіт магніїстий (відміна копіапіту з родовища Фалун у Швеції, яка містить до 4 % MgO);
- копіапіт мідний (відміна копіапіту, яка містить до 7 % CuO);
- копіапіт хромистий (відміна копіапіту з ртутних рудників Редінгтона (шт.Каліфорнія, США), яка містить хром);
- копіапіт цинковистий (відміна копіапіту, яка містить до 2,5 % ZnO).